# Ligne de Navibus - Erdre
Ne doit pas être confondu avec Ligne de Navibus - Passeur de l'Erdre.
La ligne de Navibus - Erdre, plus communément appelée Navibus Erdre, était une ligne de navette fluviale du réseau de transports en commun de Nantes Métropole exploitée par les Bateaux Nantais dans le cadre d'une convention d'affrètement avec la Semitan.
Lancée le 18 juillet 2005, la ligne reliait la gare de Nantes aux facultés (au nord de Nantes) en passant par le tunnel Saint-Félix. Faute d'une fréquentation suffisante, la ligne ferme lors de la rentrée du réseau TAN le 24 août 2009,,.

## Historique

### Été 2005
La ligne de Navibus Erdre circulait au départ entre les stations Saint-Mihiel et Jonelière en ne desservant que la station Gare Fluviale. Ce service est exploité avec le Jules Verne, une navette fluviale monocoque équipée de moteurs hybrides alternant propulsion électrique (pour limiter les rejets de fumée dans le tunnel Saint-Félix) et propulsion diesel. La ligne effectuait 9 aller/retours du lundi au vendredi entre 8 h 20 et 19 h 30, et les samedis, dimanches et jours fériés entre 13 h 50 et 19 h 30.
Ce service expérimental, qui remporta un vif succès avec 300 passagers par jour (principalement des promeneurs), perdurera jusqu'au 21 août 2005.
|   |  |  | Station       | Lat/Long                    | Communes | Correspondances Tan |
| - |  |  | ------------- | --------------------------- | -------- | ------------------- |
| o |  |  | Jonelière     | 47° 15′ 13″ N, 1° 32′ 25″ O | Nantes   | 51                  |
| o |  |  | Gare Fluviale | 47° 13′ 39″ N, 1° 33′ 10″ O | Nantes   |                     |
| o |  |  | Saint-Mihiel  | 47° 13′ 23″ N, 1° 33′ 11″ O | Nantes   | 2                   |

### Hiver 2005-2006
La ligne a ensuite marqué une semaine de répit avant de reprendre du service le 29 août 2005 avec cette fois-ci la desserte de toutes les stations présentent sur le parcours. La ligne circulait (avec une fréquence d'1h30 environ) du lundi au vendredi de 6 h 45 à 20 h 50, les samedis de 8 h 0 à 20 h 20, et les dimanches et jours fériés de 14 h 0 à 20 h 20.
Pendant quelque temps, les stations Tortière et Jonelière n'ont pas été desservies pour raisons techniques.
|   |  |  | Station               | Lat/Long                    | Communes | Correspondances Tan |
| - |  |  | --------------------- | --------------------------- | -------- | ------------------- |
| o |  |  | Jonelière             | 47° 15′ 13″ N, 1° 32′ 25″ O | Nantes   | 51                  |
| o |  |  | Petit Port ─ Facultés | 47° 14′ 35″ N, 1° 32′ 51″ O | Nantes   | N3                  |
| o |  |  | Tortière              | 47° 14′ 04″ N, 1° 32′ 56″ O | Nantes   | 52, 70              |
| o |  |  | Gare Fluviale         | 47° 13′ 39″ N, 1° 33′ 10″ O | Nantes   |                     |
| o |  |  | Saint-Mihiel          | 47° 13′ 23″ N, 1° 33′ 11″ O | Nantes   | 2                   |
| o |  |  | Ceineray              | 47° 13′ 16″ N, 1° 33′ 11″ O | Nantes   |                     |

### Été 2006
Le 7 août 2006, après la mise en conformité du tunnel Saint-Félix pour l'accueil de la navette, le nouveau terminus Gare SNCF Sud est créé. Par ailleurs, la station Gare Fluviale est supprimée.
La ligne circulait (avec une fréquence d'1h45 environ, pour un trajet de 45 minutes) du lundi au vendredi de 7 h 0 à 19 h 40, les samedis de 8 h 55 à 19 h 40, et les dimanches et jours fériés de 13 h 25 à 21 h 10.
|   |  |  | Station               | Lat/Long                    | Communes | Correspondances Tan      |
| - |  |  | --------------------- | --------------------------- | -------- | ------------------------ |
| o |  |  | Jonelière             | 47° 15′ 13″ N, 1° 32′ 25″ O | Nantes   | 51                       |
| o |  |  | Petit Port ─ Facultés | 47° 14′ 35″ N, 1° 32′ 51″ O | Nantes   | N3                       |
| o |  |  | Tortière              | 47° 14′ 04″ N, 1° 32′ 56″ O | Nantes   | 52, 70                   |
| o |  |  | Saint-Mihiel          | 47° 13′ 23″ N, 1° 33′ 11″ O | Nantes   | 2                        |
| o |  |  | Ceineray              | 47° 13′ 16″ N, 1° 33′ 11″ O | Nantes   |                          |
| o |  |  | Gare SNCF Sud         | 47° 12′ 55″ N, 1° 32′ 36″ O | Nantes   | 31, 56, Navette Beaulieu |

### Hiver 2006-2007
À partir du 2 octobre 2006, la ligne est séparée en deux services :
- Du lundi au vendredi, la ligne circule uniquement entre les stations Saint-Mihiel et Gare SNCF Sud (qui est par ailleurs déplacé de 100 mètres en aval afin de faciliter la correspondance avec la ligne 2) sans faire d'arrêt à la station Ceineray. Elle est assurée de 6 h 40 à 19 h 40 avec une fréquence de 30 minutes ;
- Les samedis, dimanches et jours fériés, les horaires, les fréquences (toutes les 1h45) et le tracé restent identiques au service précédent.

|   |  |  | Station       | Lat/Long                    | Communes | Correspondances Tan                  |
| - |  |  | ------------- | --------------------------- | -------- | ------------------------------------ |
| o |  |  | Saint-Mihiel  | 47° 13′ 20″ N, 1° 33′ 11″ O | Nantes   | 2                                    |
| o |  |  | Gare SNCF Sud | 47° 12′ 55″ N, 1° 32′ 36″ O | Nantes   | 31, 56, Navette Beaulieu puis 24, 56 |

|   |  |  | Station               | Lat/Long                    | Communes | Correspondances Tan                  |
| - |  |  | --------------------- | --------------------------- | -------- | ------------------------------------ |
| o |  |  | Jonelière             | 47° 15′ 13″ N, 1° 32′ 25″ O | Nantes   | 51                                   |
| o |  |  | Petit Port ─ Facultés | 47° 14′ 35″ N, 1° 32′ 51″ O | Nantes   | N3                                   |
| o |  |  | Tortière              | 47° 14′ 04″ N, 1° 32′ 56″ O | Nantes   | 52, 70                               |
| o |  |  | Saint-Mihiel          | 47° 13′ 20″ N, 1° 33′ 11″ O | Nantes   | 2                                    |
| o |  |  | Ceineray              | 47° 13′ 16″ N, 1° 33′ 11″ O | Nantes   |                                      |
| o |  |  | Gare SNCF Sud         | 47° 12′ 55″ N, 1° 32′ 36″ O | Nantes   | 31, 56, Navette Beaulieu puis 24, 56 |

### Été 2007
Du 2 juin au 31 août 2007, la ligne adopte un nouveau tracé en effectuant une boucle tous les jours (même le week-end) entre les stations Gare SNCF Sud, Cité des Congrès, Ceineray, Saint-Mihiel et Gare SNCF Sud. Le service fonctionne de 10 h 0 à 20 h 0 avec un passage toutes les 20 minutes et une durée de trajet de 13 minutes. Ce nouveau service permet notamment de transporter tout l'été les visiteurs de la nouvelle manifestation Estuaire 2007.
|   |  |  | Station          | Lat/Long                    | Communes | Correspondances Tan |
| - |  |  | ---------------- | --------------------------- | -------- | ------------------- |
| o |  |  | Gare SNCF Sud    | 47° 12′ 55″ N, 1° 32′ 36″ O | Nantes   | 24, 56              |
| o |  |  | Cité des Congrès | 47° 12′ 51″ N, 1° 32′ 35″ O | Nantes   | 4                   |
| o |  |  | Ceineray         | 47° 13′ 16″ N, 1° 33′ 11″ O | Nantes   |                     |
| o |  |  | Saint-Mihiel     | 47° 13′ 20″ N, 1° 33′ 11″ O | Nantes   | 2                   |
| o |  |  | Gare SNCF Sud    | 47° 12′ 55″ N, 1° 32′ 36″ O | Nantes   | 24, 56              |

### Hiver 2007-2008
Après un week-end de non circulation, la ligne reprend du 3 septembre 2007 au 11 juillet 2008 avec le même mode de fonctionnement que pendant l'hiver 2006-2007,. Le service est assuré :
- Du lundi au vendredi en période scolaire, entre Saint-Mihiel et Gare SNCF Sud de 6 h 45 à 19 h 40 avec une fréquence de 30 minutes ;
- Du lundi au vendredi en vacances scolaires et les samedis, entre Gare SNCF Sud et Jonelière de 8 h 55 à 19 h 45 (le premier et le dernier départs sont limités entre Saint-Mihiel et Gare SNCF Sud) ;
- Les dimanches et jours fériés, entre Gare SNCF Sud et Jonelière de 14 h 0 à 19 h 45 (avec le dernier départ de Gare SNCF Sud limité à Saint-Mihiel).

### Été 2008
Du 12 juillet au 24 août 2008, l'itinéraire de la ligne est modifié : la station Ceineray est supprimé et la ligne ne circule qu'entre les stations Gare SNCF Sud et Petit Port ─ Facultés (ce qui fait un trajet d'un peu moins de 30 minutes). Le service est assuré du lundi au samedi de 10 h 0 à 19 h 30 (avec une fréquence de 60 minutes) et le dimanche et jours fériés de 14 h 0 à 19 h 0 (avec une fréquence de 80 minutes).
|   |  |  | Station               | Lat/Long                    | Communes | Correspondances Tan |
| - |  |  | --------------------- | --------------------------- | -------- | ------------------- |
| o |  |  | Petit Port ─ Facultés | 47° 14′ 35″ N, 1° 32′ 51″ O | Nantes   | N3                  |
| o |  |  | Tortière              | 47° 14′ 04″ N, 1° 32′ 56″ O | Nantes   | 52, 70              |
| o |  |  | Saint-Mihiel          | 47° 13′ 20″ N, 1° 33′ 11″ O | Nantes   | 2                   |
| o |  |  | Gare SNCF Sud         | 47° 12′ 55″ N, 1° 32′ 36″ O | Nantes   | 24, 56              |

### Dernier itinéraire
Du 25 août 2008 au 24 août 2009, la ligne réadopte ce nouveau tracé (entre Gare SNCF Sud et Petit Port ─ Facultés) avec une période de fonctionnement légèrement différente :
- Du lundi au vendredi en période scolaire, la ligne fonctionne de 7 h 15 à 19 h 40 avec une fréquence de 60 minutes ;
- Du lundi au vendredi en vacances scolaires et les samedis, de 10 h 0 à 19 h 30 avec une fréquence de 60 minutes ;
- Les dimanches et jours fériés, de 14 h 0 à 19 h 10 avec une fréquence de 80 minutes.

## Suppression et bilan
Supprimée le 24 août 2009, la ligne n'a jamais rencontré le succès escompté et sa fréquentation trop faible (de l'ordre de 220 passagers par jour en moyenne, comparé au Navibus Loire qui accueille une quinzaine de passagers toutes les dix minutes) rendait la ligne peu rentable.
L'objectif de départ était de transporter une clientèle régulière, notamment des étudiants, en offrant une vraie alternative en matière de déplacements, et il était également prévu de commander 2 autres bateaux afin de renforcer la fréquence à un passage toutes les 20 minutes. Mais la ligne 2 qui longe l'Erdre constituait une forte concurrence plus rapide que le Navibus, et c'est donc principalement une clientèle touristique ou ponctuelle qui a utilisé la ligne pour découvrir l’Erdre ou pour se promener : la navette ne répondait donc pas à une mission de transport public. La ligne a également reçu de nombreuses oppositions, notamment de la part d'utilisateurs de l'Erdre (rameurs, pêcheurs...) et le changement régulier de tracé n'attirait pas de clientèle régulière.
La fréquentation annuelle de la ligne oscillait entre 32 500 passagers (2005) et 94 000 passagers (2006, la plus forte fréquentation constatée), ce qui n'était pas assez pour un coût annuel d'exploitation de 450 000 €. Après cette expérimentation, il a donc été constaté que les lignes de type « Passeur » (traversée d'une rive à l'autre) fonctionnait mieux qu'une ligne de type « Trajet », et c'est donc vers ce premier type de lignes Navibus que se concentre Nantes Métropole avec la création de nouvelles lignes sur la Loire.

## Vestiges
Les stations étaient marquées par des poteaux noirs qui signalent la présence d'une station de Navibus, et la plupart sont encore visibles aujourd'hui. Des aubettes ont été également installées à certaines stations quelques mois avant la fermeture de la ligne en 2009, mais elles ne sont plus visibles aujourd'hui (comme celle de la station Ceineray démontée en juin 2011 après avoir été dégradée),. Les pontons sont toujours présents aujourd'hui.
Le Jules Verne est quant à lui revendu à la société Les Yachts de Lyon qui l'exploite sur le Vaporetto de Lyon depuis 2012.

## Galerie de photos

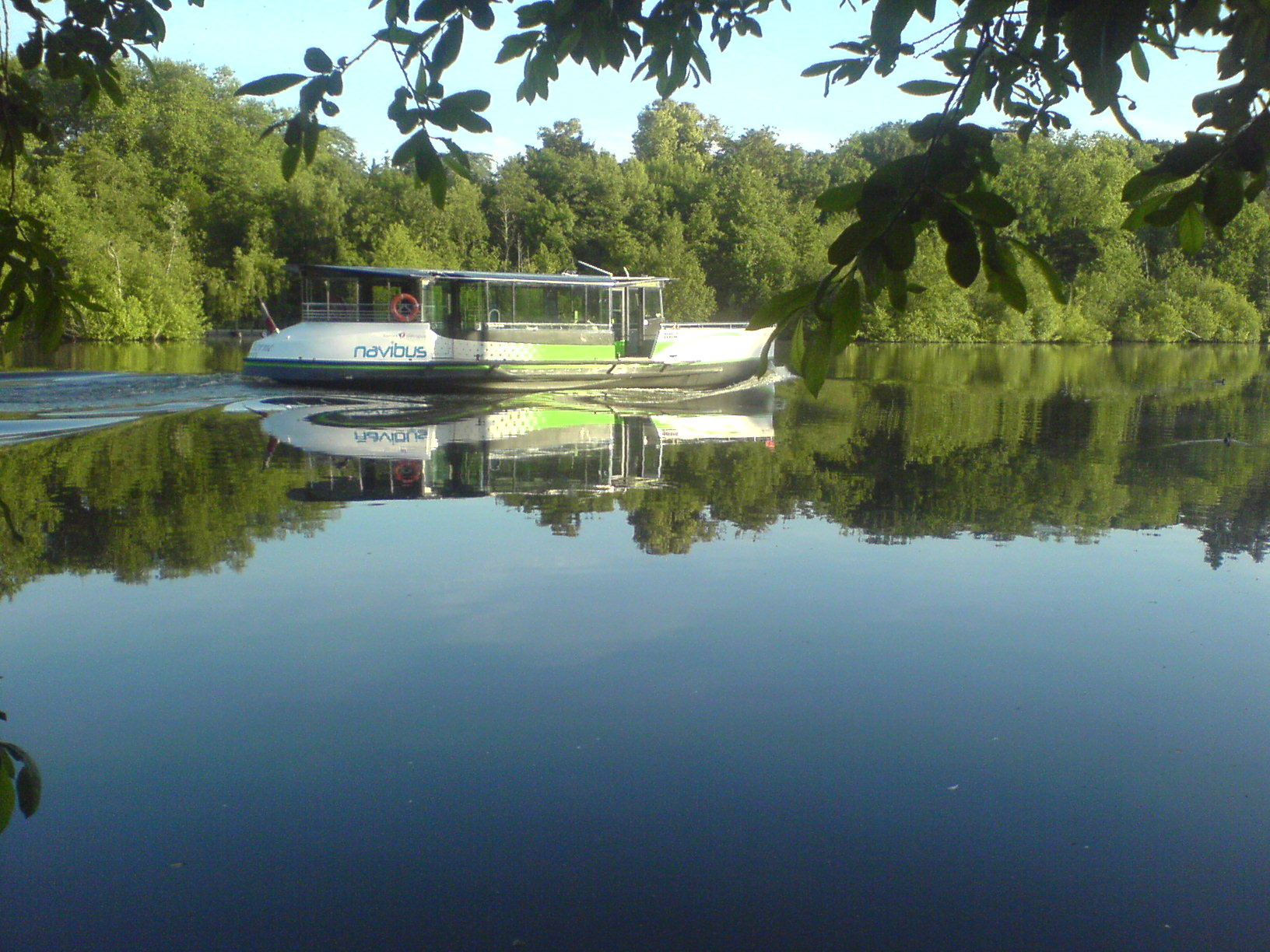
Le Jules Verne aux universités au nord de Nantes, se dirigeant vers le Petit Port.
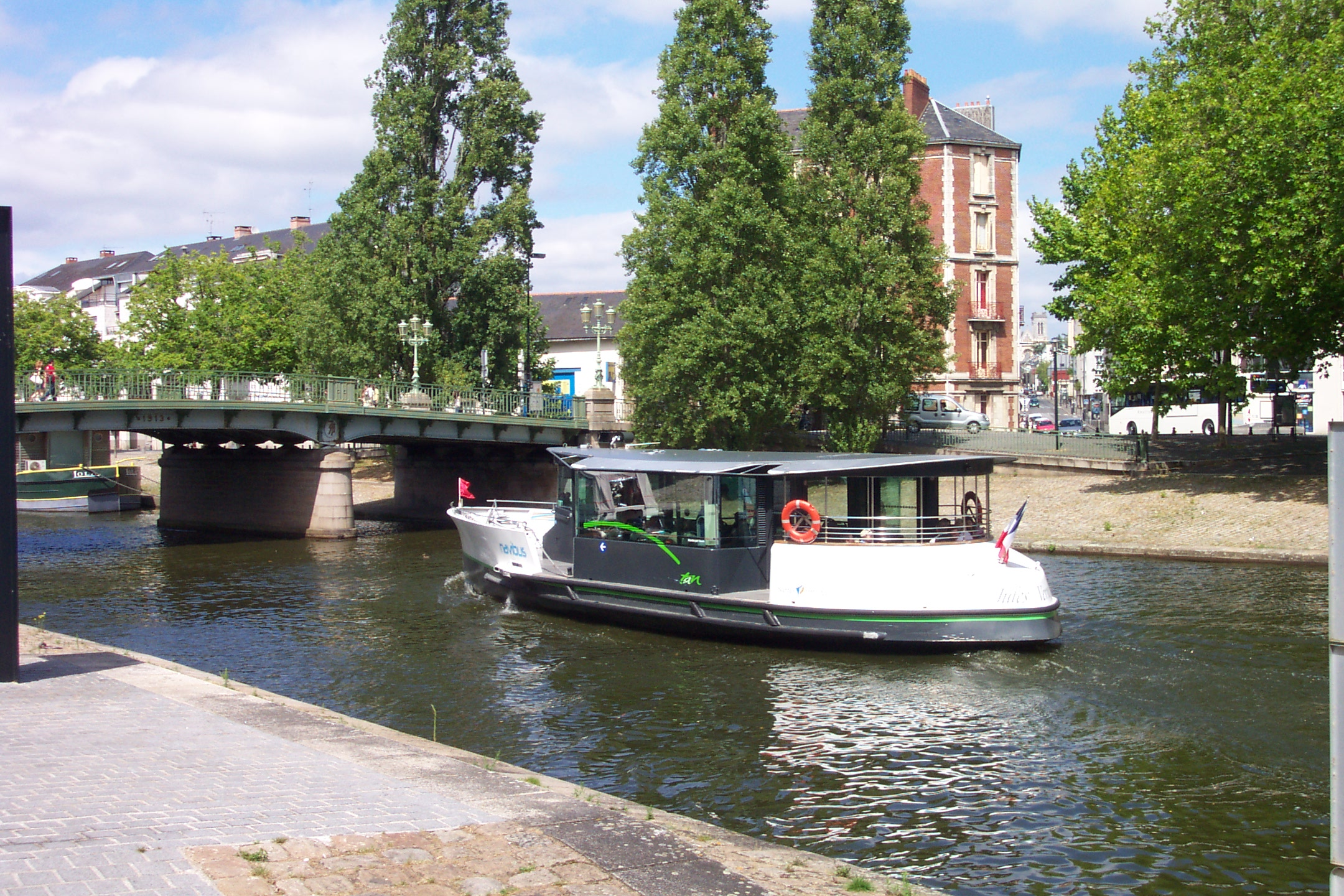
Le Jules Verne arrivant sous le pont Saint-Mihiel.
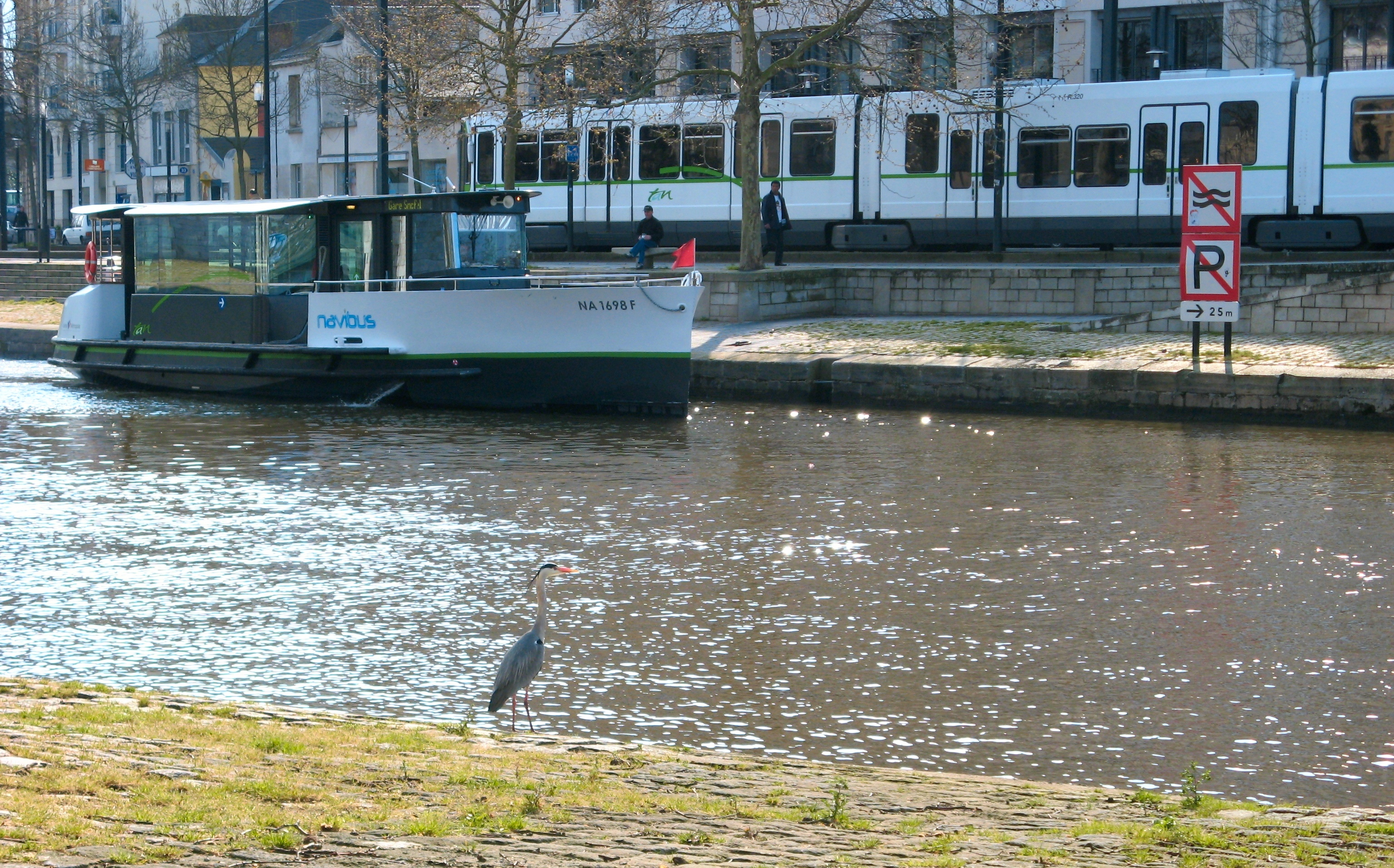
Le Jules Verne à la station Saint-Mihiel.
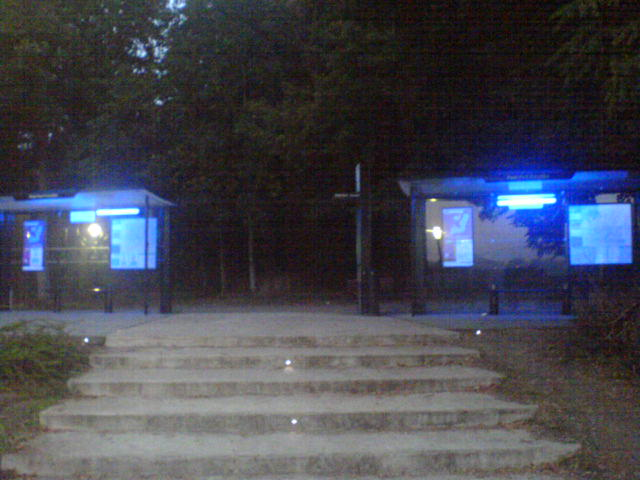
La station Petit Port ─ Facultés en 2007. Chaque abri correspond à une ligne de Navibus : à gauche le Navibus Erdre, et à droite le Passeur Erdre.
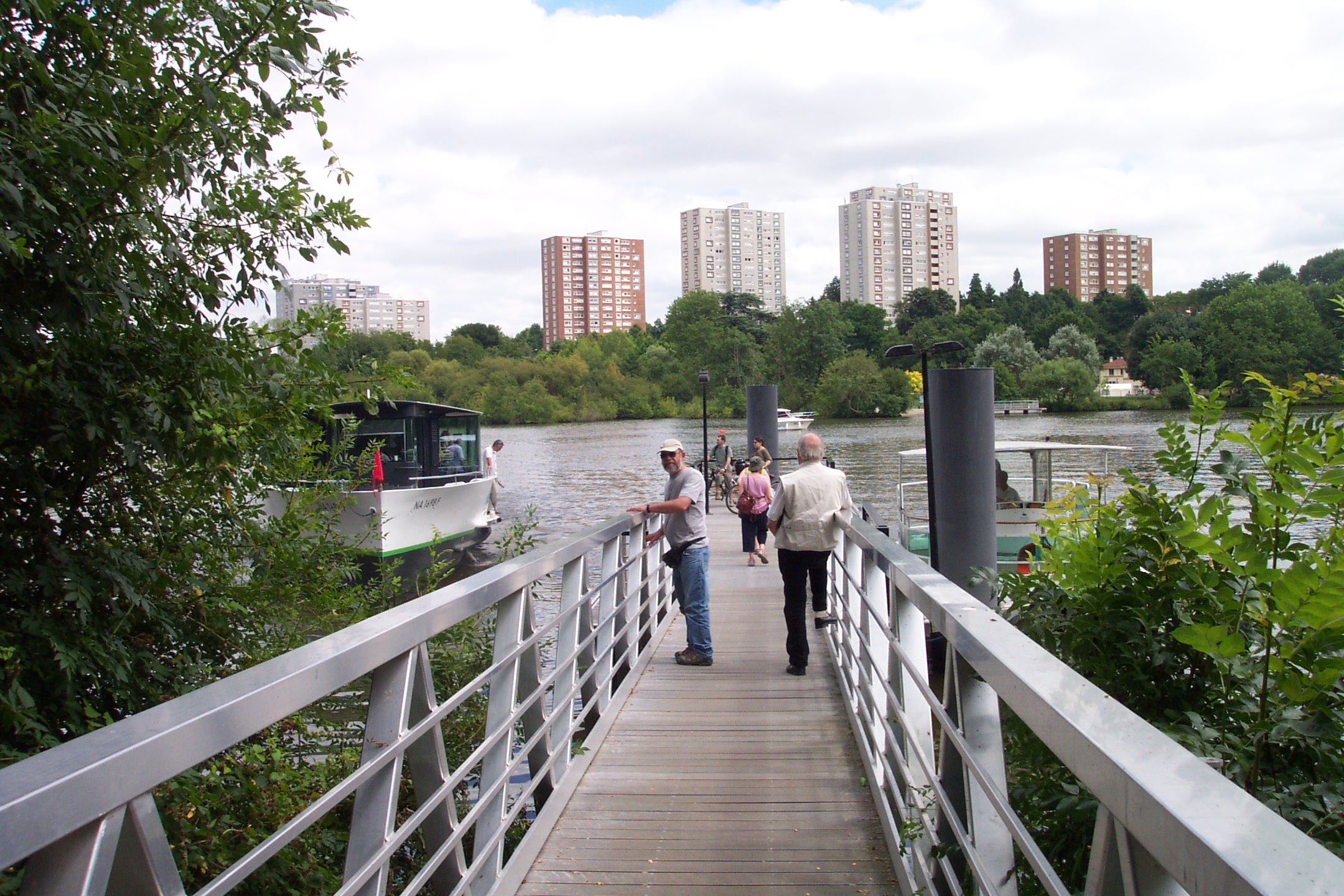
Le ponton de la station Petit Port ─ Facultés en 2008.